# Allapoderus nyangaensis
Allapoderus nyangaensis es una especie de coleóptero de la familia Attelabidae.

## Distribución geográfica
Habita en Zimbabue.